# Hrvoje Smolčić
Hrvoje Smolčić (Gospić, 17. kolovoza 2000.) hrvatski je nogometaš koji igra na poziciji braniča. Trenutačno igra za Eintracht Frankfurt.

## Klupska karijera
Svoje prve nogometne korake napravio je u klubu iz svog rodnog grada, NK Gospić '91. Nakon šest godina u Gospiću, Hrvoje je 2014. godine prešao u prvoligaša HNK Rijeku.
Priliku u prvoj momčadi Rijeke, dobio je u sezoni 2018./19. pod vodstvom trenera Igora Bišćana. Dana 17. ožujka 2019. godine, Smolčić je debitirao za Rijeku u pobjedi (3:1) nad Osijekom. Nakon odlaska tadašnjeg kapetana Franka Andrijaševića, Smolčić je postao prvi kapetan momčadi sa Rujevice.
U zimskom prijelaznom roku 2022. godine, Smolčić je potpisao sa Eintrachtom iz Frankfurta, ali je ostao na Rujevici do ljeta. Iznos transfera se procjenjuje između dva i tri milijuna eura.

## Reprezentativna karijera
Smolčić je nastupao za sve omladinske uzraste Hrvatske. Za seniorsku reprezentaciju za sada još nema nastupa.

## Priznanja

### Klupska
Rijeka
- Hrvatski nogometni kup (2): 2018./19., 2019./20.

## Vanjske poveznice
- Profil, Hrvatski nogometni savez
- Profil, Soccerway (engl.)
- Profil, Transfermarkt (engl.)